# Bridel
Bridel (Luxemburgs: Briddel) is een plaats in de gemeente Kopstal en het kanton Capellen in Luxemburg.
Bridel telt 2356 inwoners (2001).